# Història de Castella i Lleó

Límits actuals de Castella i Lleó

La comunitat autònoma de Castella i Lleó és el resultat de la unió el 1983 de nou províncies: les tres que, després de la divisió territorial de 1833, per la qual es van crear les províncies, es van adscriure a la Regió de Lleó i sis adscrites a Castella la Vella, exceptuant en aquest últim cas les províncies de Santander (actual Comunitat Autònoma de Cantàbria) i Logronyo (actual Comunitat Autònoma de La Rioja).
En el cas de Cantàbria es va defensar la creació d'una comunitat autònoma per motius històrics, culturals i geogràfics, mentre que en La Rioja el procés va resultar més complex a causa de l'existència de tres vies, fonamentades tant en motius històrics com en socioeconòmics: unió a Castella i Lleó (UCD), unió a una comunitat basco-navarresa (PSOE, PCE) o creació d'una autonomia uniprovincial, opció presa davant el suport majoritari de la seva població.
La unió històrica del Regne de Castella i del Regne de Lleó es va produir, per primera vegada, quan Ferran I heretà Castella el 1037 i es casa amb Sança I, reina de Lleó. No obstant això, aquesta unió es trencaria en els seus fills; segons la tradició lleonesa medieval el major dels fills heretà el patrimoni patern (Castella) i el segon fill, el matern (Lleó). La segona unió de Castella i Lleó es produiria en el regnat d'Alfons VI de Lleó qui vencé al seu germà Sanç de Castella, i la tercera, i definitiva unió, es va produir sota el regnat de Ferran III el Sant que el 1230, després del Pacte de les Dames, que impedí que Sança II i Dolç, filles d'Alfons IX i hereves del regne accedissen al tron, i per mitjà del qual Alfons IX es corona rei de Lleó i de Castella, no obstant l'oposició del clergat i de la noblesa lleonesa. Les corts, però, es van unir més d'un segle després. Aquestes corts van ser una de les representacions parlamentàries, més antigues d'Europa, encara que no amb representació universal directa; la primera convocació de la qual es va realitzar el 1188 per Alfons IX rei de Lleó.
Quant al regne de Castella, la primera cúria el terme amb el qual es designen les assemblees nombroses o extraordinàries per tractar els assumptes del regne, probablement se celebrà per convocatòria d'Alfons VIII de Castella el 1187 a San Esteban de Gormaz. També es van reunir assemblees a Valladolid el 1217 per rendir homenatge a Ferran III com a rei de Castella i la cúria convocada dos anys més tard a Burgos pel rei mateix. Totes aquestes assemblees van tenir una continuïtat els segles posteriors i constitueixen l'antecedent més antic de les actuals Corts de Castella i Lleó, i una de les tradicions parlamentàries més antigues d'Europa.

## Prehistòria

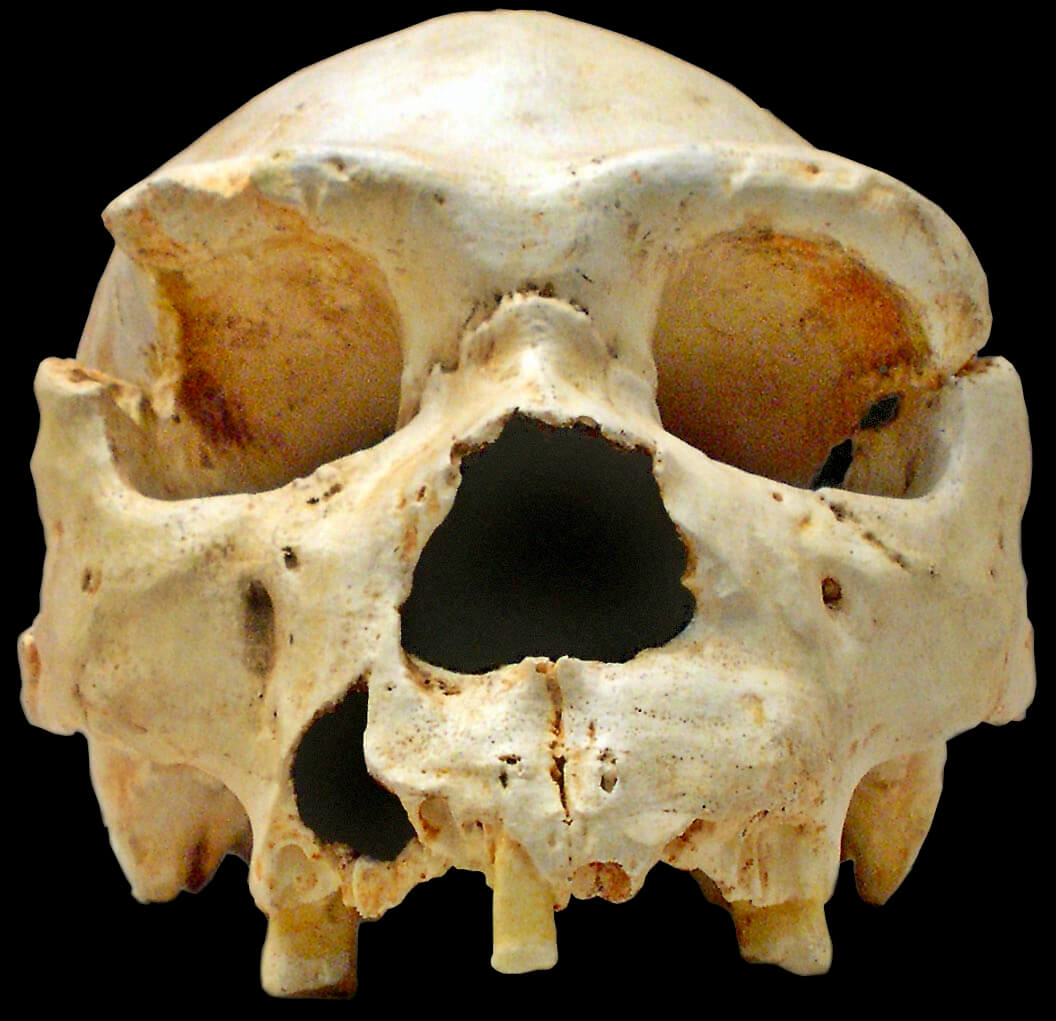
Crani número 5 de lhomo heidelbergensis, tal com va aparèixer en la campanya de 1992, extret de la Serra d'Atapuerca.

Diverses són les troballes arqueològiques que mostren que en la prehistòria aquestes terres estaven ja habitades. A la Serra d'Atapuerca s'han trobat gran quantitat d'ossos dels ancestres de l'homo sapiens, convertint aquestes troballes en una de les més importants per determinar la història de l'evolució humana. El descobriment més important i que va catapultar el jaciment a la fama internacional va ser el de les restes de l'homo heidelbergensis.

## Edat antiga

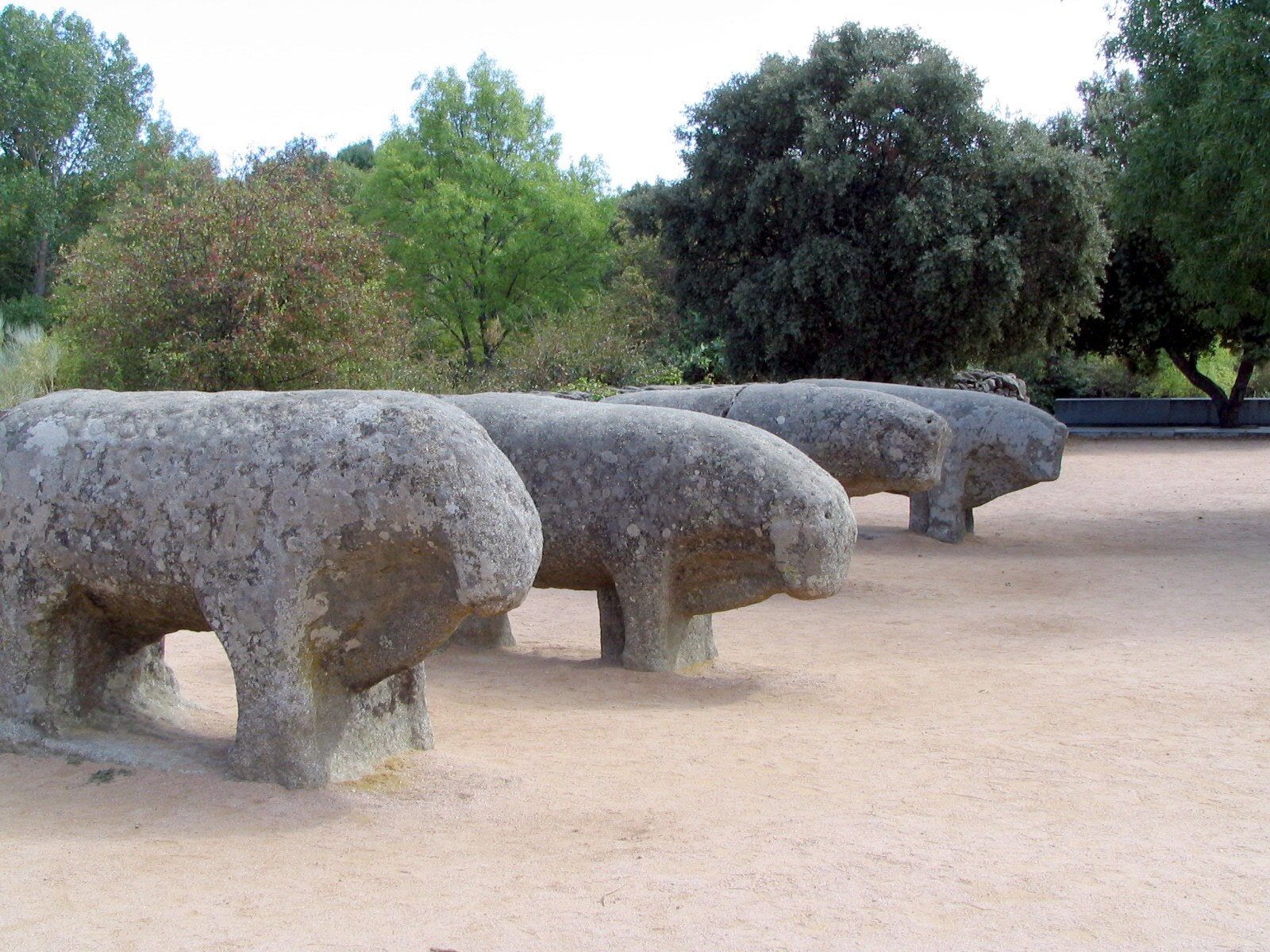
Toros de Guisando d'origen celta, a El Tiemblo, Àvila.

Abans de l'arribada dels romans, se sap que els territoris que conformen avui Castella i Lleó estaven ocupats per diversos pobles cèltics, com els vacceus, els autrigons, els vetons, àsturs o celtibers.
Amb l'arribada de les tropes romanes, es van donar enfrontaments entre els pobles preromans i aquestes. Destaca la resistència de Numància, a prop de l'actual Sòria.
La romanització va ser imparable, i fins als nostres dies han quedat grans obres d'art romanes, principalment l'Aqüeducte de Segòvia, així com moltes restes arqueològiques com els de l'antiga Clunia i la Via de la Plata, amb origen a Astorga i que creua l'oest de la comunitat fins a la capital d'Extremadura, Mèrida.

## Edat mitjana
Amb la caiguda de l'Imperi Romà, les terres van ser ocupades pels pobles visigots. La posterior arribada dels musulmans i la posterior "reconquesta" molt té a veure amb l'actual composició de la península Ibèrica. A la zona muntanyenca de l'actual Astúries es va formar un petit regne cristià que s'oposava a la presència islàmica en la Península. Es proclamaven hereus dels últims reis visigots, que al seu torn havien estat profundament romanitzats. Aquesta resistència d'herència visigot-romana i recolzada en el cristianisme, va anar fent-se cada cop més forta i expandint-se cap al sud, passant la seva capital a la ciutat de Lleó i creant així el Regne de Lleó. Per afavorir la repoblació de les noves terres reconquerides, es concedien per part dels monarques furs o cartes de repoblació.

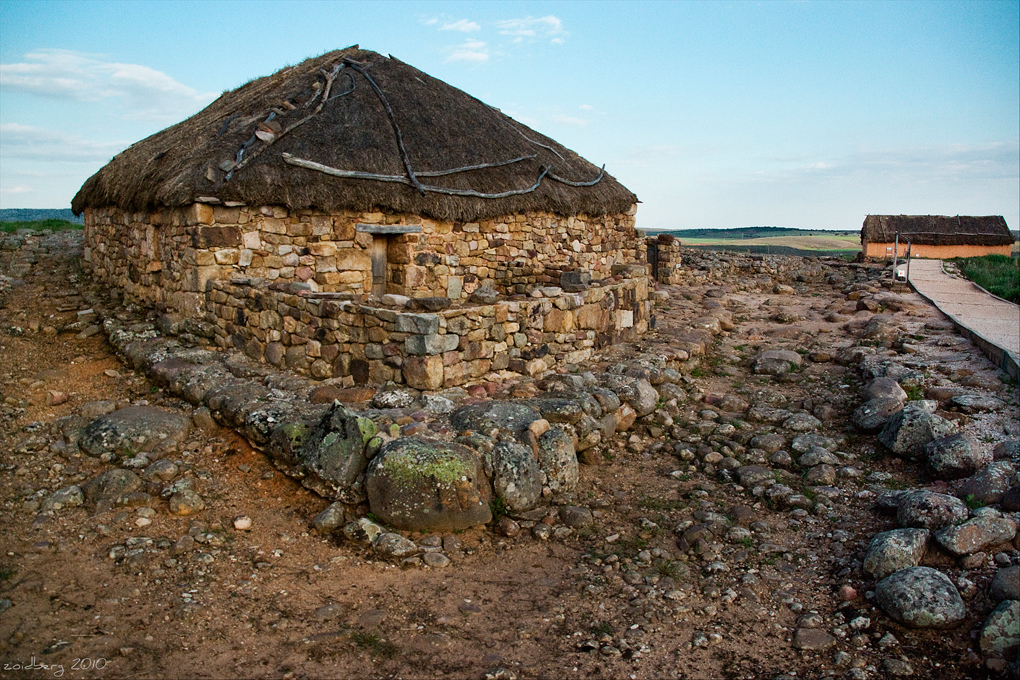
Reconstrucció d'una casa celtibera de Numància.

A l'edat mitjana es va popularitzar la peregrinació per part de la cristiandat a Santiago de Compostel·la. El Camí de Sant Jaume o de Santiago transcorre al llarg de la regió, la qual cosa va contribuir al fet que la cultura europea viatgés i s'expandís per la península. Avui dia aquest Camí segueix sent un reclam turístic i cultural de primer ordre.
El 1188 la Basílica de San Isidoro de Lleó havia estat seu de les primeres corts de la història d'Europa amb participació del tercer estat. El rei que les va convocar va ser Alfons IX.
La base jurídica era el Dret Romà, a causa de la qual cosa els reis cada cop volien més poder, a semblança dels emperadors romans. Aquest fet es veu molt clarament ja en Las siete partidas d'Alfons el Savi, que ja deixa clar el monisme imperial que buscava. El rei no volia ser un agent secundari, el Rei era la font del dret.

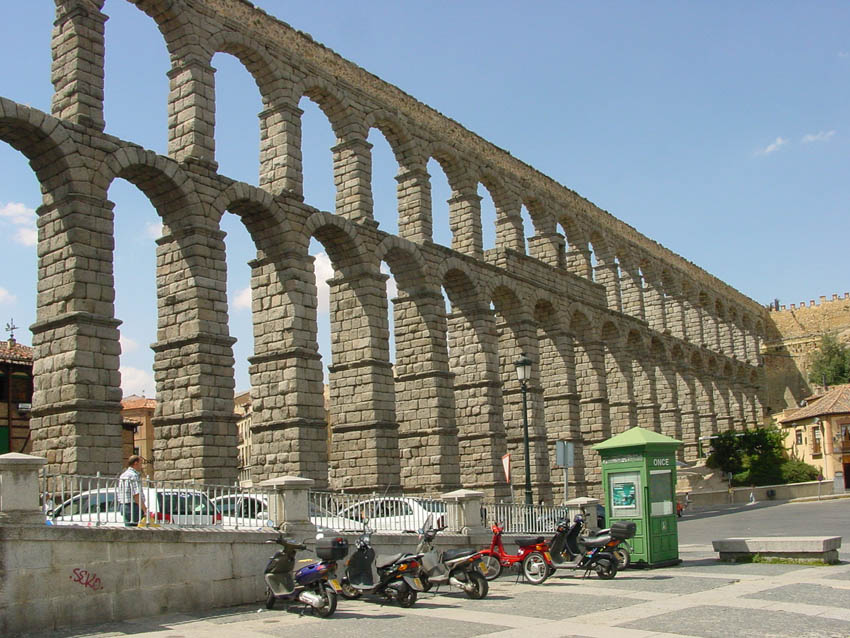
Aqüeducte de Segòvia, construcció romana

Simultàniament un comtat d'aquest regne cristià de Lleó comença a adquirir autonomia i a expandir-se. Es tracta del primigeni Comtat de Castella, que creixerà fins a convertir-se en un veritable Regne de gran puixança d'entre els regnes cristians peninsulars. El primer comte de Castella va ser Fernán González.
Lleó i Castella es van seguir expandint cap al sud, fins i tot més enllà del Duero amb la seva finalitat de lluita i reconquesta contra l'Islam. Estem en la plena edat mitjana i les cançons de gesta narren les grans històries dels nobles cristians que lluitaven contra l'enemic musulmà. Malgrat això, els reis cristians i musulmans mantenien relacions diplomàtiques. Clar exemple és Rodrigo Díaz de Vivar, paradigma del cavaller medieval cristià, que va lluitar tant de la mà dels reis cristians com dels musulmans.
Les bases de la unió dinàstica dels regnes de Castella i Lleó, separats tan sols set dècades, s'havien posat el 1194. Alfons VIII i Alfons IX van signar a Tordehumos el tractat pel qual es pacificava la zona de Tierra de Campos i es posaven les bases d'una futura reunificació dels regnes, consolidada el 1230 amb Ferran III de Castella el Sant. Aquest acord ha passat a la història com Tractat de Tordehumos.

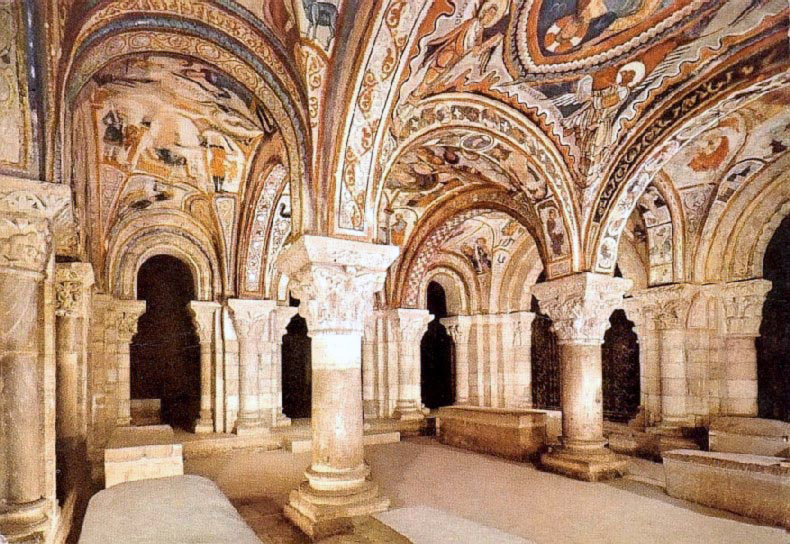
Panteó de reis de San Isidoro de León

Ja amb Ferran III, Castella i Lleó s'uneix sota un mateix regne de manera definitiva i fins als nostres dies, i abans d'ell els regnes ja havien romàs sota el mateix comandament durant algunes temporades.
La reconquesta va seguir avançant en aquesta puixant Corona de Castella, i es va culminar amb la rendició del Regne de Granada. En aquesta època els reis ja havien adquirit gran poder, estem en l'època de les monarquies autoritàries.

## Edat moderna
Dels fets que van concloure amb la unió de la Corona de Castella i la Corona d'Aragó sota un mateix monarca la regió té diverses constàncies. La reina de Castella, Isabel I, havia nascut i s'havia criat en la província d'Àvila. Va arribar a reina després d'una guerra civil castellana que va guanyar als partidaris de Juana. El matrimoni d'Isabel I de Castella i Ferran II d'Aragó es va dur a terme en el Palacio de los Viveros, a la ciutat de Valladolid el 1469. El 1492 i sota el patrocini de la Corona castellana, Cristòfor Colom descobreix Amèrica. Mor a Valladolid el 1506 pensant que aquest territori era Àsia.

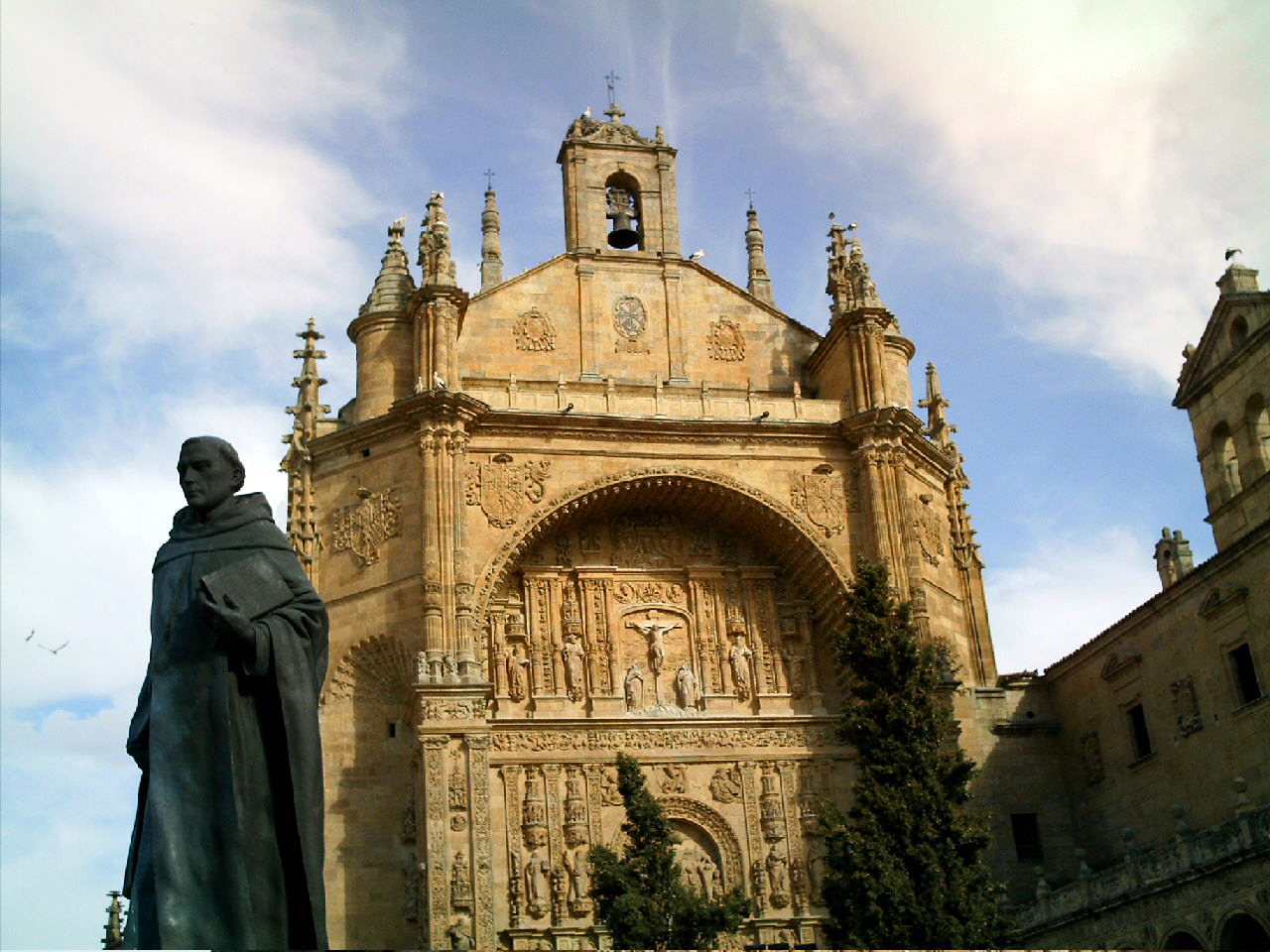
Convent de San Esteban i estàtua de Francisco de Vitoria a Salamanca.

Amb el descobriment d'Amèrica, Castella i Lleó té un paper de gran rellevància en l'àmbit jurídic-universitari i teològic. Burgos, Valladolid i Salamanca són les tres ciutats on es va desenvolupar tota la legislació de les Índies, i es va debatre sobre preceptes de Dret Internacional, teologia i la situació dels indígenes americans. Estem parlant dels dominics Francisco de Vitoria, Bartolomé de las Casas, Fernando Vázquez de Menchaca] i lleis com les de Burgos o Valladolid. Aquestes lleis són considerades per alguns autors com a precursores de les cartes modernes de drets humans.
També a la regió es va decidir com repartir-se el nou món entre portuguesos i castellans, en el conegut Tractat de Tordesillas de 1494.
Però amb la incapacitat de l'última reina Trastàmara, Juana I, i l'arribada d'una nova dinastia, els Habsburg, Castella va caure en una guerra civil, les Comunitats de Castella. Els monarques austro-borgonyons portaven una visió imperial que a vista dels castellans no beneficiava a aquesta terra. Els nous monarques, a més, anhelaven ja no una monarquia autoritària, si no la monarquia absoluta, i les Corts de Castella representades pels tres Estats només suposaven una molèstia per a aquestes ambicions. Finalment els comuneros van ser derrotats i els Habsburg van afermar el seu poder, creant un dels majors imperis que hi ha hagut mai sobre la terra. Els privilegis feudals van anar desapareixent de la Península, ja que els monarques volien aquest mateix poder que tenien a Castella també a Aragó, la qual cosa va acabar homogeneïtzant l'actual Espanya.
Com a Dia de Castella i Lleó s'ha escollit el de la data històrica del 23 d'abril, dia en el qual, el 1521, els comuneros castellans van ser derrotats. Des de finals de la dècada, diverses desenes de milers de castellanolleonesos acudeixen a Villalar de los Comuneros (Valladolid), a celebrar el dia. Com a precursor i antecedent més remot se cita l'homenatge que "L'Entossudit" va realitzar als comuneros a Villalar el 1821.
El rei Felip II va néixer a la ciutat de Valladolid el 1527. Se'l coneixia com el rei sol, perquè els seus territoris concentraven des dels Països Baixos espanyols fins a les Filipines passant per Amèrica. Del 1601 fins al 1606, per influència del Duc de Lerma, la capitalitat del regne va recaure en Valladolid, passant després a Madrid, fins als nostres dies.

## Guerra Civil Espanyola a Castella i Lléo

Àrees controlades pels revoltats a l'inici de la guerra.

El desenvolupament de la Guerra Civil Espanyola a Castella i Lleó ha estat poc estudiat. Si bé és cert que en aquesta comunitat no va haver-hi guerra pròpiament dita, ja que la major part del territori, amb el suport majoritari de la població, va quedar sota el control dels revoltats en uns pocs dies a partir del cop militar del 18 de juliol de 1936 també ha existit desídia d'historiadors i especialistes de la mateixa regió que, excepte poques excepcions, no han considerat rellevant ni necessari el seu estudi. En la bibliografia existent es parla sobretot de la guerra de columnes a la Serra de Guadarrama i de la formació del Front Nord. Castella i Lleó va constituir el germen i la seu del nou Estat espanyol amb la Junta de Defensa Nacional a Burgos, el Govern General a Valladolid i la Caserna General del Generalísimo a Salamanca.
La guerra que va tenir lloc a Castella i Lleó entre 1936 i 1939 ha d'inscriure's en el context de la Guerra Civil Espanyola (17-18 de juliol de 1936 - 1 d'abril de 1939) i que va tenir com a origen un alçament militar contra el govern de la República Espanyola que tenia com a objectiu establir una junta militar i suprimir el sistema parlamentari. Durant l'estiu de 1936 Espanya va quedar dividida en dues zones. A la zona governamental, l'Estat es va enfonsar a causa del cop sofert i de la revolució social que es va desencadenar. A la zona dominada pels rebels es va imposar l'estat de guerra sota el ferri control dels caps militars, i va donar començament una forta repressió. A partir de novembre de 1936, quan els rebels van ser incapaços de prendre Madrid, el cop d'estat es va convertir en una guerra civil oberta entre el govern legítim de la República Espanyola i els qui volien enderrocar-ho per conformar un govern per a un nou Estat (autodenominat Estat espanyol), que va posar fi a la victòria d'aquest últim i va suposar la instauració d'una dictadura, amb el general Francisco Franco com a Cap de l'Estat fins a la seva mort el 1975.
El 1936 el territori de l'actual comunitat autònoma de Castella i Lleó es dividia en dues regions: Regió de Lleó i Castella la Vella. Les regions no tenien entitat administrativa.
Al territori actualment denominat Castella i Lleó els revoltats no van tenir cap problema per a fer seu ràpidament el control de totes les províncies. Encara que bé és cert que l'alçament va comptar amb el suport de grans sectors de la població, el més característic de la Guerra Civil a Castella i Lleó és la repressió política desencadenada per les noves autoritats, fins i tot en els llocs on no va haver-hi cap resistència (que van ser la major part del territori), repressió que es va escarnissar especialment amb els membres de les organitzacions integrants del Front Popular, els alcaldes i regidors d'aquestes organitzacions, els dirigents de les organitzacions sindicals (especialment les societats d'obrers del camp), els mestres i els maçons.

## Estatut d'Autonomia

Províncies de Castella i Lleó.

La comunitat autònoma de Castella i Lleó és el resultat de la unió el 1983 de nou províncies: les tres que, després de la divisió territorial de 1833, per la qual es van crear les províncies, es van adscriure a la Regió de Lleó i sis adscrites a Castella la Vella, exceptuant en aquest últim cas les províncies de Santander (actual Comunitat Autònoma de Cantàbria) i Logronyo (actual Comunitat Autònoma de La Rioja).
En el cas de Cantàbria es va defensar la creació d'una comunitat autònoma per motius històrics, culturals i geogràfics, mentre que a La Rioja el procés va resultar més complex a causa de l'existència de tres vies, fonamentades tant en motius històrics com en socioeconòmics: unió a Castella i Lleó (UCD), unió a una comunitat basco-navarresa (PSOE, PCE) o creació d'una autonomia uniprovincial, opció presa davant el suport majoritari de la seva població.
Després de la postguerra que va seguir la Guerra Civil Espanyola (1936-1939), el mitjà rural de l'actual Castella i Lleó va experimentar una pèrdua d'habitants a conseqüència de l'emigració a les grans ciutats (Madrid, Barcelona, Bilbao, etc.) o a l'estranger (Alemanya, França, Suïssa, entre altres). El sorgiment d'un potent nucli industrial a Valladolid, de la mà de la planta d'automòbils Renault i de l'enginyer Manuel Jiménez Alfaro, va empènyer industrialment la regió i va mitigar la pèrdua poblacional. No obstant això, la dinàmica actual segueix mostrant-se preocupant en el conjunt de la comunitat, ja que les tendències generals continuen sent a la despoblació, amb la pràctica excepció de Valladolid.

## Antecedents de l'Autonomia

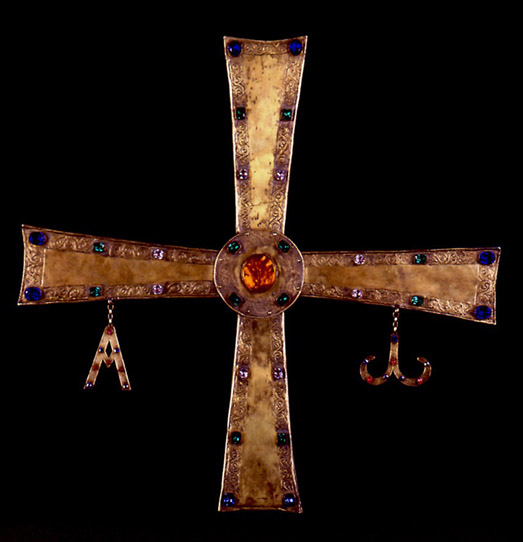
Creu de Peñalba, símbol de la Reconquesta per la batalla de Simancas.

Al juny de 1978 Castella i Lleó va obtenir el règim preautonòmic (a la fi de 1977 l'havia obtingut Catalunya) pel Reial decret Llei 20/1978, de 13 de juny.
En temps de la Primera República (1873–1874), els republicans federals van concebre el projecte de crear un únic estat federat d'onze províncies a la vall del Duero espanyol, que a més hagués comprès les províncies de Santander i Logronyo. Molt pocs anys abans, el 1869, republicans de les províncies que formen part de la comunitat autònoma van signar el Pacte Federal Castellà, en el qual ja projectaven la creació de l'estat federat de Castella la Vella, però amb les províncies de l'actual comunitat castellanolleonesa i les de Cantàbria i La Rioja. La fi de la República, a principis de 1874, va fer fracassar la iniciativa.

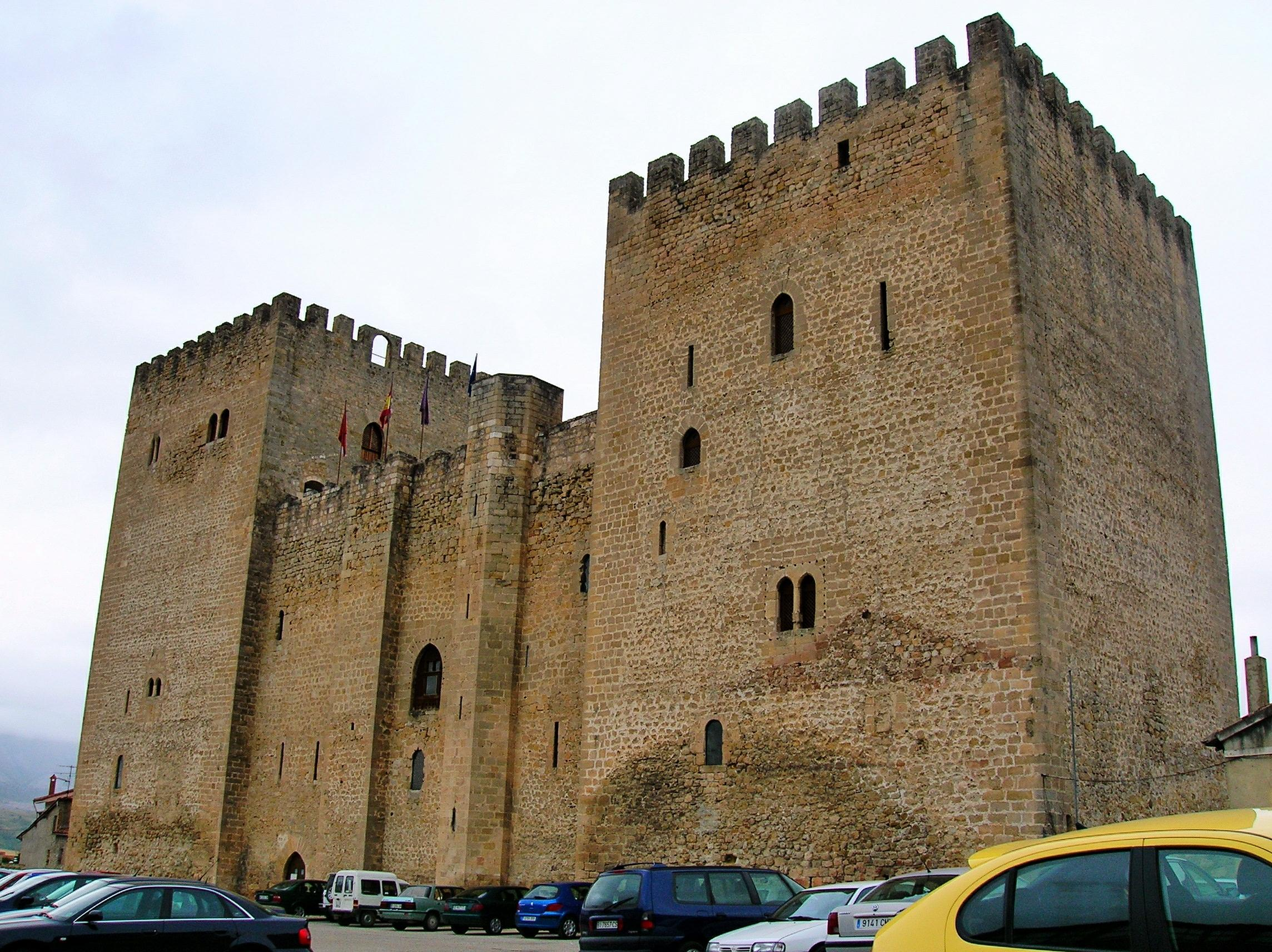
Alcàsser dels Condestables de Castella en plena Bardúlia, la Castella primigènia.

El 1921 amb motiu de la cambra centenària de la batalla de Villalar, l'ajuntament de Santander va advocar per la creació d'una mancomunitat castellanolleonesa d'onze províncies. Idea que es mantindria en anys posteriors.
A la fi de 1931 i principis de 1932, des de Lleó, Eugenio Merino va elaborar un text en el qual posava les bases d'un regionalisme castellanolleonès. El text es va publicar en el Diario de León.
Durant la II República, sobretot el 1936, va haver-hi una gran activitat regionalista favorable a una regió d'onze províncies, i fins i tot es van arribar a elaborar unes bases d'estatut d'autonomia. El Diario de León va advocar per la formalització d'aquesta iniciativa i la constitució d'una regió autònoma amb aquestes paraules: «unir en una personalitat a Lleó i Castella la Vella entorn de la gran conca del Duero, sense caure ara en rivalitats localistes».Diario de León, 22 de maig de 1936. Al final la guerra civil va posar fi a les aspiracions de l'autonomia per a la regió. El filòsof José Ortega y Gasset va recollir aquest esquema en les seves publicacions.
Després de la mort del dictador Franco, van sorgir organitzacions regionalistes, autonomistes i nacionalistes (regionalisme castellanolleonès i nacionalisme castellà) com l'Aliança Regional de Castella i Lleó (1975), l'Institut Regional de Castella i Lleó (1976) o PANCAL (1977). Posteriorment després de l'extinció d'aquestes formacions va sorgir el 1993 Unidad Regionalista de Castilla y León.
Paral·lelament van sorgir unes altres de caràcter lleonesista com el Grupo Autonómico Leonés (1978) o el PREPAL (1980), que propugnaven la creació d'una Comunitat Autònoma lleonesa, integrada per les províncies de Lleó, Salamanca i Zamora. El suport popular i polític que va mantenir l'autonomia uniprovincial a Lleó va arribar a ser molt important en aquella ciutat.

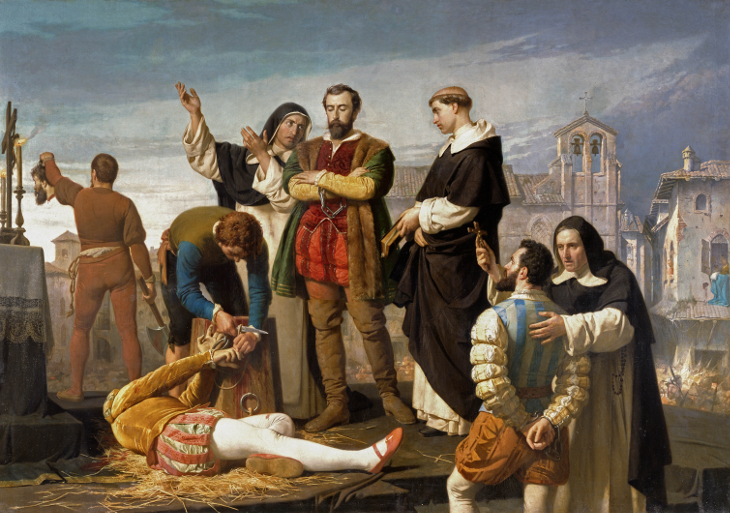
Execució dels "Comuneros de Castella" després de la seva derrota en la batalla de Villalar contra les tropes reialistes. Llenç d'Antonio Gisbert, 1860, Museu del Prado.

Després de l'entrada en funcionament de l'òrgan preautonòmic castellanolleonès, a la creació del qual va contribuir la Diputació Provincial de Lleó en el seu acord de 16 d'abril de 1980, la mateixa institució lleonesa va revocar el 13 de gener de 1983 el seu primigeni acord, just quan el projecte de Llei Orgànica entrava al parlament, l'existència d'acords contradictoris i saber quin era el vàlid va ser resolta pel Tribunal Constitucional en la Sentència 89/1984 de 28 de setembre en el seu fonament de dret declara que el subjecte del procés no està integrat ja, com en la seva fase d'impulsió preliminar, per les Diputacions i Municipis, sinó que és un nou òrgan que neix perquè ja s'ha manifestat la voluntat impulsora i que expressa ara la del territori en el seu conjunt; i aquesta voluntat ja té un objecte diferent, el règim jurídic futur del territori que ja ha manifestat la seva voluntat de constituir-se en Comunitat Autònoma mitjançant actes d'iniciativa que ja han esgotat els seus efectes.

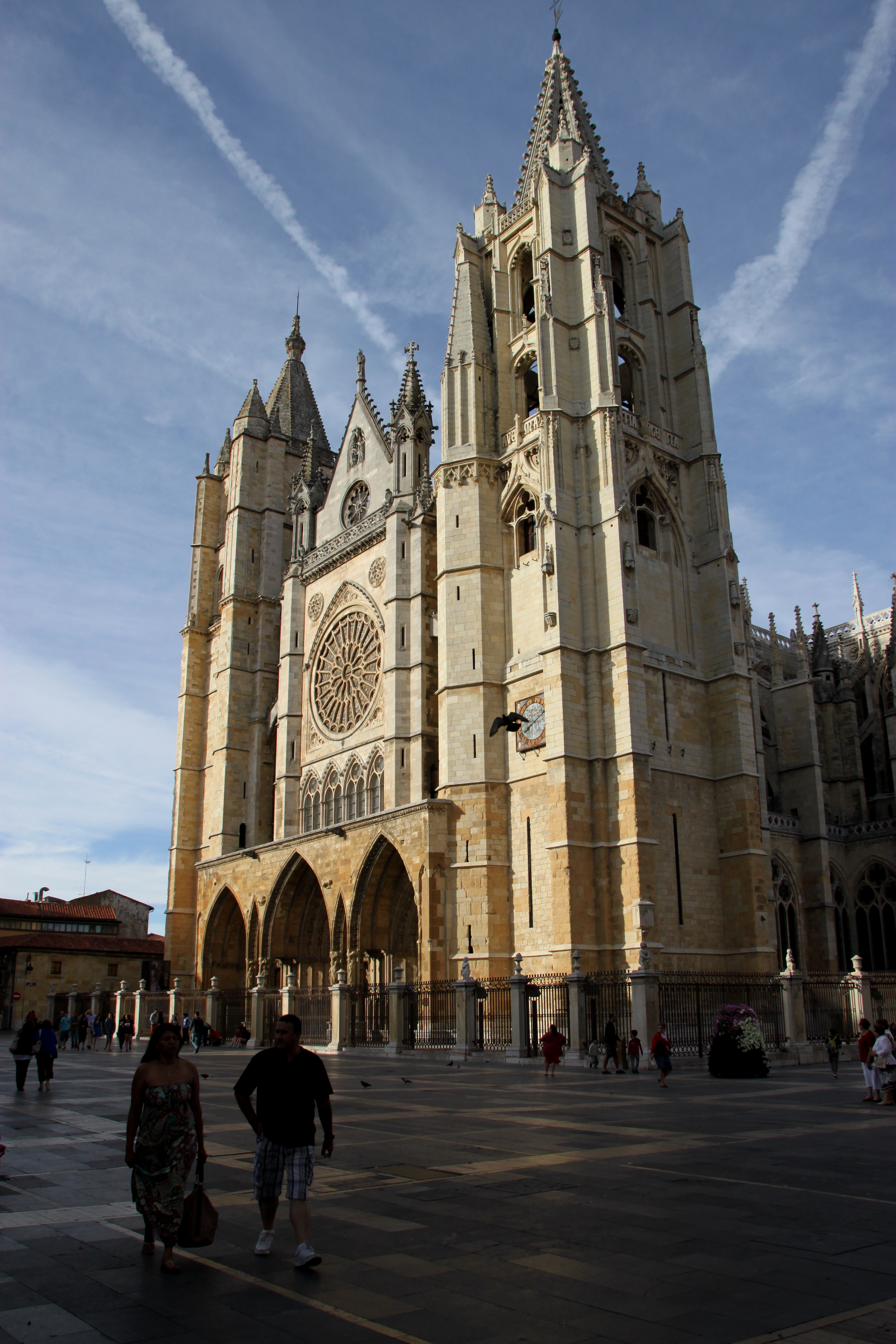
Catedral de Lleó

Coincidint amb aquella sentència, es van produir a Lleó diferents manifestacions, algunes nombroses, a favor de l'opció León solamente, que segons algunes fonts va congregar a un nombre proper als 90.000 assistents, sent aquesta la major concentració celebrada a la ciutat en la Democràcia fins a la posterior a l'11-M.
En l'acord adoptat el 31 de juliol de 1981 la Diputació Provincial de Segòvia decideix exercitar la iniciativa perquè Segòvia pogués constituir-se en comunitat autònoma uniprovincial, però en els municipis de la província la situació estava igualada entre els partidaris de l'autonomia uniprovincial o amb la resta de Castella i Lleó.
L'Ajuntament de Cuéllar inicialment es va adherir a aquesta iniciativa autonòmica en acord adoptat per la corporació el 5 d'octubre de 1981. No obstant això, un altre acord adoptat per la mateixa corporació amb data 3 de desembre del mateix any va revocar l'anterior i el procés va quedar paralitzat a l'espera de la tramitació d'un recurs interposat per la diputació provincial contra aquest últim acord, aquest canvi d'opinió de l'Ajuntament de Cuéllar va inclinar la balança a la província sobre l'autonomia amb la resta de Castella i Lleó, però va ser un acord que va arribar fora de termini. Finalment la província de Segòvia es va incorporar a Castella i Lleó juntament amb les altres vuit províncies i es va donar cobertura legal mitjançant la Llei Orgànica 5/1983 per «motius d'interès nacional», segons preveu l'article 144 c) de la Constitució Espanyola per a aquelles províncies que no hagin exercit el seu dret a temps.